# Lijst van voetbalinterlands Liberia - Nigeria
Deze lijst van voetbalinterlands is een overzicht van alle officiële voetbalwedstrijden tussen de nationale teams van Liberia en Nigeria. De landen speelden tot op heden achttien keer tegen elkaar. De eerste ontmoeting was een vriendschappelijke wedstrijd op 8 oktober 1963 op een onbekende locatie in Liberia. Het laatste duel, een kwalificatiewedstrijd voor het Wereldkampioenschap voetbal 2022, werd gespeeld in Tanger (Marokko) op 13 november 2021.

## Wedstrijden
| №  | Plaats        | Datum             | Competitie                   | Wedstrijd         | Uitslag |
| -- | ------------- | ----------------- | ---------------------------- | ----------------- | ------- |
| 1  | ?             | 8 oktober 1963    | Vriendschappelijk            | Liberia − Nigeria | 2 − 2   |
| 2  | ?             | 26 oktober 1963   | Vriendschappelijk            | Nigeria − Liberia | 3 − 0   |
| 3  | Monrovia      | 25 augustus 1979  | Vriendschappelijk            | Liberia − Nigeria | 2 − 2   |
| 4  | Monrovia      | 25 oktober 1979   | Vriendschappelijk            | Liberia − Nigeria | 1 − 1   |
| 5  | Lagos         | 26 januari 1980   | Vriendschappelijk            | Nigeria − Liberia | 1 − 0   |
| 6  | Calabar       | 3 oktober 1981    | Vriendschappelijk            | Nigeria − Liberia | 3 − 0   |
| 7  | Lagos         | 20 oktober 1984   | WK 1986 kwalificatie         | Nigeria − Liberia | 3 − 0   |
| 8  | Monrovia      | 4 november 1984   | WK 1986 kwalificatie         | Liberia − Nigeria | 0 − 1   |
| 9  | Monrovia      | 30 januari 1987   | Vriendschappelijk            | Liberia − Nigeria | 2 − 0   |
| 10 | Monrovia      | 9 juli 2000       | WK 2002 kwalificatie         | Liberia − Nigeria | 2 − 1   |
| 11 | Port Harcourt | 5 mei 2001        | WK 2002 kwalificatie         | Nigeria − Liberia | 2 − 0   |
| 12 | Mopti         | 28 januari 2002   | Afrika Cup 2002              | Liberia − Nigeria | 0 − 1   |
| 13 | Monrovia      | 15 februari 2012  | Vriendschappelijk            | Liberia − Nigeria | 0 − 2   |
| 14 | Paynesville   | 8 september 2012  | Afrika Cup 2013 kwalificatie | Liberia − Nigeria | 2 − 2   |
| 15 | Calabar       | 13 oktober 2012   | Afrika Cup 2013 kwalificatie | Nigeria − Liberia | 6 − 1   |
| 16 | Paynesville   | 11 september 2018 | Vriendschappelijk            | Liberia − Nigeria | 1 − 2   |
| 17 | Lagos         | 3 september 2021  | WK 2022 kwalificatie         | Nigeria − Liberia | 2 − 0   |
| 18 | Tanger        | 13 november 2021  | WK 2022 kwalificatie         | Liberia − Nigeria | 0 − 2   |

## Samenvatting
| Competitie              | Totaal gespeeld | Winst Liberia | Gelijk | Winst Nigeria | Doelsaldo Liberia – Nigeria |
| ----------------------- | --------------- | ------------- | ------ | ------------- | --------------------------- |
| WK-kwalificatie         | 6               | 1             | 0      | 5             | 2 − 8                       |
| Afrika Cup              | 1               | 0             | 0      | 1             | 0 − 1                       |
| Afrika Cup-kwalificatie | 2               | 0             | 1      | 1             | 3 − 8                       |
| Vriendschappelijk       | 9               | 1             | 3      | 5             | 8 − 19                      |
| Totaal                  | 18              | 2             | 4      | 12            | 13 − 36                     |

LFA · Liberiaans vrouwenelftal
Interlands
Tegenstander:
Algerije ·
Angola ·
Benin ·
Botswana ·
Burkina Faso ·
Burundi ·
Centraal-Afrikaanse Republiek ·
Colombia ·
Congo-Brazzaville ·
Congo-Kinshasa ·
Djibouti ·
Egypte ·
Equatoriaal-Guinea ·
Ethiopië ·
Gabon ·
Gambia ·
Ghana ·
Guinee ·
Guinee-Bissau ·
Indonesië ·
Irak ·
Ivoorkust ·
Kaapverdië ·
Kameroen ·
Kenia ·
Lesotho ·
Libië ·
Madagaskar ·
Malawi ·
Maleisië ·
Mali ·
Marokko ·
Mauritanië ·
Mauritius ·
Mexico ·
Namibië ·
Niger ·
Nigeria ·
Oeganda ·
Oman ·
Papoea-Nieuw-Guinea ·
Rwanda ·
Sao Tomé en Principe ·
Senegal ·
Sierra Leone ·
Soedan ·
Tanzania ·
Thailand ·
Togo ·
Tsjaad ·
Tunesië ·
Zambia ·
Zimbabwe ·
Zuid-Afrika
NFA · A-internationals · Selecties · Bondscoaches · Statistieken · Nigeriaans vrouwenelftal · Olympisch elftal · Nigeria U21 · Nigeria U20 · Nigeria U19 · Nigeria U18 · Nigeria U17
1950 – 1959 · 
1960 – 1969 · 
1970 – 1979 · 
1980 – 1989 · 
1990 – 1999 · 
2000 – 2009 · 
2010 – 2019 ·
2020 − 2029
CC 1995 · 
CC 2013
WK 1994 · 
WK 1998 · 
WK 2002 · 
WK 2010 · 
WK 2014 · 
WK 2018
OS 1968 · 
OS 1980 · 
OS 1988 · 
OS 1996 · 
OS 2000 · 
OS 2008 · 
OS 2016
1949 · 
1950 · 1951 · 1952 · 1953 · 1954 · 
1955 · 
1956 · 
1957 · 
1958 · 
1959 · 
1960 · 
1961 · 
1962 · 
1963 · 
1964 · 
1965 · 
1966 · 
1967 · 
1968 · 
1969 · 
1970 · 
1971 · 
1972 · 
1973 · 
1974 · 
1975 · 
1976 · 
1977 · 
1978 · 
1979 · 
1980 · 
1981 · 
1982 · 
1983 · 
1984 · 
1985 · 
1986 · 
1987 · 
1988 · 
1989 · 
1990 · 
1991 · 
1992 · 
1993 · 
1994 · 
1995 · 
1996 · 
1997 · 
1998 · 
1999 · 
2000 · 
2001 · 
2002 · 
2003 · 
2004 · 
2005 · 
2006 · 
2007 · 
2008 · 
2009 · 
2010 · 
2011 · 
2012 · 
2013 · 
2014 ·
2015 ·
2016 ·
2017 ·
2018 ·
2019 ·
2020 ·
2021 ·
2022
Algerije ·
Angola ·
Argentinië ·
Australië ·
Benin ·
Bosnië en Herzegovina ·
Botswana ·
Brazilië ·
Bulgarije ·
Burkina Faso ·
Burundi ·
Canada ·
Centraal-Afrikaanse Republiek ·
Colombia ·
Congo-Brazzaville ·
Congo-Kinshasa ·
Costa Rica ·
Denemarken ·
Duitsland ·
Ecuador ·
Egypte ·
Engeland ·
Equatoriaal-Guinea ·
Eritrea ·
Ethiopië ·
Frankrijk ·
Gabon ·
Gambia ·
Georgië ·
Ghana ·
Griekenland ·
Guinee ·
Guinee-Bissau ·
Ierland ·
IJsland ·
Indonesië ·
Iran ·
Italië ·
Ivoorkust ·
Jamaica ·
Japan ·
Joegoslavië ·
Jordanië ·
Kaapverdië · 
Kameroen ·
Kenia ·
Kroatië ·
Lesotho ·
Liberia ·
Libië ·
Luxemburg ·
Madagaskar ·
Malawi ·
Mali ·
Marokko ·
Mexico ·
Mozambique ·
Namibië ·
Nederland ·
Niger ·
Noord-Korea ·
Noord-Macedonië ·
Noorwegen ·
Oeganda ·
Oekraïne ·
Oezbekistan ·
Oostenrijk ·
Paraguay ·
Peru ·
Polen ·
Portugal ·
Roemenië ·
Rwanda ·
Saoedi-Arabië ·
Sao Tomé en Principe ·
Schotland ·
Senegal ·
Servië ·
Seychellen ·
Sierra Leone ·
Soedan ·
Spanje ·
Swaziland ·
Tahiti ·
Tanzania ·
Thailand ·
Togo ·
Tsjaad ·
Tsjechië ·
Tunesië ·
Uruguay ·
Venezuela ·
Verenigde Staten ·
Zambia ·
Zimbabwe ·
Zuid-Afrika ·
Zuid-Korea ·
Zweden ·
Zwitserland
Argentinië (2010) ·
Argentinië (2014) ·
Argentinië (2018) ·
Bosnië en Herzegovina (2014) ·
Burkina Faso (2013) ·
Frankrijk (2014) ·
Iran (2014) ·
IJsland (2018) ·
Kroatië (2018) ·
Zuid-Korea (2010)